# زمین‌لرزه ۱۴۰۲ هرات
در میانه مهرماه ۱۴۰۲، سه زمین‌لرزه بزرگ هر کدام به بزرگی ۶٫۳ ریشتر، به‌همراه چندین پس لرزه، ولایت هرات در غرب افغانستان را به لرزه درآوردند. دو زمین‌لرزه اول در ۱۵ مهر و در ساعت ۱۱:۱۱ دقیقه (به وقت افغانستان) و زمین‌لرزه بعدی در ساعت ۱۱:۴۲ (به وقت افغانستان) در نزدیکی شهر هرات روی داد.ولسوالی های زنده جان غوریان ادرسکن انجیل گذره ببشترین آسیب را دیدند. این زمین‌لرزه‌ها پس لرزه‌های زیادی را به همراه داشتند. در ۱۹ مهر، زمین لرزه دیگری به بزرگی ۶٫۳ ریشتر همان منطقه را لرزاند. این زمین لرزه در عمق ۱۰ کیلومتری زمین و در حدود ۲۸ کیلومتری ولسوالی زنده‌جان ولایت هرات رخ داد.

## اثرات
به گفته سخنگوی وزارت بلایای طبیعی، تعداد کشته شدگان ۲۴۴۵ نفر بوده‌است. بیش از ۲۰۰۰ نفر مجروح شدند. سازمان ملل متحد ۱۰۲۳ کشته، ۱۶۶۳ مجروح و ۵۱۶ مفقود در ۱۱ روستای بخش زنده‌جان ثبت کرده‌است. همه خانه‌های این روستاها فروریختند. این سازمان همچنین برآورد کرده که ۱۱۵۸۵ نفر تحت تأثیر این زمین لرزه قرار گرفتند. در میان روستاهای آسیب دیده می‌توان به محل وداکه که در آن ۲۰ نفر جان باختند اشاره کرد، همچنین دشت هاوس، بهادرزی و زوریان نیز متأثر شدند. ارتباطات تلفنی نیز قطع شد. علاوه بر ویرانی‌ها در هرات، فرو ریختن خانه‌ها و زخمی‌ها در ولایات همجوار بادغیس و فراه نیز گزارش شده‌است شدت زمین لرزه به حدی بود که در مشهد به فاصله مستقیم ۲۸۱ کیلومتری احساس شد.